# 廖道南
廖道南（1494年11月11日—1548年1月29日），字鳴吾，號桐埜，又號玄素子，湖廣武昌府蒲圻縣（今湖北赤壁）人，軍籍，明朝政治人物，進士出身。

## 生平
弘治七年（1494年）生。正德八年癸酉科湖廣鄉試第六十名，正德十六年（1521年）登殿試二甲第一名進士（傳臚）。五月改翰林院庶吉士，嘉靖元年（1522年）十一月授翰林院編修，六年正月充《大禮全書》纂修官，疏陈洪范九事，七年升右春坊右中允，八年四月充《大明会典》纂修官，十一年正月升右赞善，兼翰林院侍讲学士兼理文官诰敕，三月充殿试读卷官，四月充武举考试官，十二年七月以事降徽州府通判。十三年三月召復原官，十五年八月以母喪歸，十六年丁父忧，十八年九月考察閑住。與童承敘、張治等人並稱為“楚中三才”。嘉靖⼆十六年（1547年）卒。

## 著作
著有《楚紀》六十卷、《殿閣詞林記》、《藝苑》、《詞垣》、《講幄》、《拱極》、《玄素子》諸集、纂嘉靖《蒲圻县志》。

## 家族
曾祖廖淵、祖父廖俊，曾任州學正、父廖漢，曾任戶部主事。母江氏。兄嘉南、弟維南、岐南、皋南、賓南、啟南、志南、宣南。

## 軼事
某日廖道南與倫以訓一起入朝，廖道南說：“有一偶語，試對之。人心不足蛇吞象。”倫以訓應答：“天理難忘獺祭魚。”廖是湖廣人；倫是廣東人。這兩人都是以對方當地的名產做為對子，進而相互嘲諷。